# Мата, Алфреду Аугушту да
Алфреду Аугушту да Мата (порт. Alfredo Augusto da Mata; 18 марта 1870, Салвадор, Баия — 3 марта 1954, Манаус, Амазонас) — бразильский врач и политик; сенатор в Эру Варгаса, в 1935—1937 годах.

## Биография
Алфреду Аугушту (Альфредо Аугусто) Мата родился 18 марта 1870 года в городе Салвадор в штате Баия; окончил медицинский факультет Федерального университета Баии в декабре 1893 года — специализировался на тропической, профилактической и дерматологической медицине. Стал директором департамента общественного здравоохранения штата Амазонас; участвовал в IV-м Латиноамериканском медицинском конгрессе и I-м Южноамериканском конгрессе по дерматологии.
Алфреду Мата одержал победу на выборах в Сенат Бразилии, проходивших в 1934 году по новой (третьей) конституции: стал одним из двух сенатором от северо-западного штата Амазонас. Будучи избранным на восьмилетний срок в 37-й созыв бразильского сената, занимал свой пост неполные три года, с 1935 по 1937 год — поскольку в ноябре 1937 года президент Жетулиу Варгас организовал государственный переворот и основал централизованное государство Эстадо Ново (Estado Novo).
Мата был переизбран на выборах в Конституционное собрание от штата Амазонас, проходивших в 1945 году; скончался в городе Манаус 3 марта 1954 года.

## Работы
Алфреду Мата сотрудничал с журналами «Brasil Médico» и «Amazonas Médico»; он опубликовал более 200 статей в бразильских и зарубежных журналах:
- Alfredo Augusto da Mata. Flora médica brasiliense. — 3a. ed. rev. — Manaus, AM: Valer Editora, 2003. — 356 с. — ISBN 978-85-86512-89-6.
- Alfredo A. da Matta. Geographia e topographia medica de Manáos. — Manáos: Renaud, 1916. — iv, 92 с.